# THE MONSTERS 〜JAM Project BEST COLLECTION IX〜
『THE MONSTERS 〜JAM Project BEST COLLECTION IX〜』（ザ・モンスターズ ジャム・プロジェクト・ベスト・コレクション・ナイン）は、JAM Projectの9枚目のベストアルバム。2012年11月14日にLantisから発売された。

## 概要
ベストアルバムとして、前作「GOING 〜JAM Project BEST COLLECTION VIII〜」から約1年6ヶ月ぶりにリリースされた。

## 収録曲
1. THE MONSTERS
作詞・作曲：影山ヒロノブ、編曲：横関敦・栗山善親  introduction arrangement：寺田志保 strings arrangement：須藤賢一
  - テレビ東京系アニメ『戦勇。』ニコニコ特別オープニングテーマ
2. NOAH
作詞・作曲：影山ヒロノブ、編曲：R・O・N
  - PSP『第2次スーパーロボット大戦Z 破界篇』オープニングテーマ
3. GARO-MAKAISENKI- with JAM Project
作曲・編曲：栗山善親・寺田志保
  - テレビ東京系ドラマ『牙狼〈GARO〉 〜MAKAISENKI〜』第1クールオープニングテーマ
4. 我が名は牙狼
作詞：影山ヒロノブ、作曲：影山ヒロノブ・ヒカルド・クルーズ、編曲：須藤賢一
  - テレビ東京系ドラマ『牙狼〈GARO〉 〜MAKAISENKI〜』第2クールオープニングテーマ
5. Metamorphose
作詞：奥井雅美、作曲：きただにひろし、編曲：須藤賢一
  - Xbox 360『マブラヴ オルタネイティヴ』新オープニングアバンテーマ
6. LIMIT BREAK
作詞：影山ヒロノブ・きただにひろし、作曲：影山ヒロノブ、編曲：鈴木マサキ
  - テレビ愛知・テレビ東京系アニメ『カードファイト!! ヴァンガード アジアサーキット編』オープニングテーマ
7. The advent of Genesis
作詞・作曲：奥井雅美、編曲：須藤賢一
  - PSP『第2次スーパーロボット大戦Z 再世篇』エンディングテーマ
8. 覇王の剣
作詞・作曲：影山ヒロノブ、編曲：鈴木マサキ
  - 『CRフィーバー覇-LORD-2』テーマソング
9. PREDESTINATION（JAM Project featuring 奥井雅美）
作詞・作曲：奥井雅美、編曲：高田暁
  - テレビ東京系ドラマ『牙狼〈GARO〉 〜MAKAISENKI〜』第1クールエンディングテーマ
10. 鋼のレジスタンス
作詞・作曲：影山ヒロノブ、編曲：藤田淳平（Elements Garden）
  - PSP『第2次スーパーロボット大戦Z 再世篇』オープニングテーマ
11. Believe in my existence
作詞：影山ヒロノブ、作曲：影山ヒロノブ、きただにひろし、編曲：安瀬聖
  - テレビ愛知・テレビ東京系アニメ『カードファイト!! ヴァンガード』第2クールオープニングテーマ
12. 願い
作詞・作曲：奥井雅美、編曲：安瀬聖
  - PSP『第2次スーパーロボット大戦Z 破界篇』エンディングテーマ
13. PROMISE 〜Without you〜（JAM Project featuring 奥井雅美）
作詞・作曲：奥井雅美、編曲：須藤賢一
  - テレビ東京系ドラマ『牙狼〈GARO〉 〜MAKAISENKI〜』第2クールエンディングテーマ
14. 覇
作詞・作曲：きただにひろし、編曲：横関敦・栗山善親
  - 『CRフィーバー覇-LORD-2』テーマソング
15. Believe 〜永遠のLink〜
作詞・作曲：影山ヒロノブ、編曲：須藤賢一
  - テレビ東京系アニメ『戦勇。』エンディングテーマ
16. Glorious Days 〜10th anniversary of Ragnarok〜
作詞・作曲：影山ヒロノブ、編曲：須藤賢一
  - 『ラグナロクオンライン』10周年記念ソング